# Liste des évêques de Beauvais
|                                |  | |
| Armes de l’évêché de Beauvais. |  | Hervé et Roger, deux évêques de Beauvais, panneau issu d’un pontifical de la cathédrale de Beauvais. |

Depuis qu’il a été érigé au IIIe siècle, le diocèse de Beauvais a perduré jusqu'au concordat de 1801 ; il fut en effet supprimé le 21 novembre 1801 et regroupé avec celui d’Amiens, mais reconstitué le 6 octobre 1822, le diocèse est depuis la réforme des circonscriptions françaises de 2002 appelé « diocèse de Beauvais, de Noyon et de Senlis ».

## Période gallo-romaine
1. Lucien de Beauvais, Saint Lucien pour les catholiques, (mort en 290) est considéré comme le premier évêque de Beauvais
2. vers 292 : Thalasisus
3. vers 306 : Victor
4. vers 337 : Chanarus
5. vers 350 : Numitius
6. vers 375 : Licerius
7. vers 375 : Themerus
8. vers 392 : Bertegesillus
9. vers 418 : Rodomarus
10. vers 456 : Ansoldus

## Haut Moyen Âge

### Période mérovingienne
1. vers 480 : Ribertus
2. vers 526 : Cogerimus
3. vers 545 : Maurinus
4. vers 555 : Constantinus
5. vers 561 : Himbertus
6. vers 570 : Radingus (ou Ravigue ?)
7. vers 580 : Dodon
8. vers 610 : saint Marinus
9. vers 640 : Rocoaldus (ou Ricoaldus ?)
10. vers 654 : Miroldus (ou Mivoldus ?)
11. vers 665 : Clément
12. vers 680 : saint Constantinus
13. vers 700 : Ercambertus
14. vers 720 : Austringus
15. vers 740 : Deodatus

### Période carolingienne
1. vers 752 : Andreas
2. vers 770 : Hodingus
3. vers 792 : Adalmanus, Hildegaire de Beauvais assiste en mai 972 au concile tenu au Mont-Sainte-Marie en Tardenois dans le diocèse de Soissons par Adalberon de Reims aux côtés des autres évêques de l'archevêché[1].

1. vers 814 : Ragimbertus
2. vers 821 : saint Hildemanus
3. 846 — 859 : Erminfridus (Hermenfroi), désigné en 853 comme missi dominici, chargé d’inspecter les pays de Paris, Meaux, Senlis, Beauvais, Vendeuil et le Vexin (mort en 859, à Beauvais, massacré lors d’une nouvelle incursion des Normands)
4. 861 — 881 : Odon Ier (saint Odon pour les catholiques)
5. vers 882 : Hrotgarius
6. 883 ou 888 — 900 : Honoratus.

### Xesiècle
1. 902 ou 909 — 921 : Herluin
2. 921 — ? : Bovon
3. 933 — ? : Hildegar
4. 981 — 987 : Walleran

## Moyen Âge classique
1. 987 — 997 : Hervé, cité comme ayant bâtie l'église Notre-Dame-de-la-Basse-Œuvre[2]
2. 998 — ? : Hugues, cité pour ayant achevé sa décoration.

### XIesiècle
1. 1000 ou 1002 — 1022 : Roger Ier de Blois, devint garde des sceaux des rois Hugues Capet et Robert le Pieux ; sous son épiscopat, le comté de Beauvais fut uni à l'évêché
2. 1022 — 6 novembre 1030 : Guérin (ou Garin, ou Warin)
3. 1035 — 1058 : Drogon (ou Druon)
4. 1059 — 1063 : Guilbert
5. 1063 — 1085 : Guido, démissionnaire
6. 1085 — 1089 : Ursion de Melun
7. 1089 — 1095 : Foulques de Dammartin
8. 1095 — 1096 : Roger II (mort en 1096, en Égypte lors de la première croisade)
9. 1096 — 1099 : Ansel

### XIIesiècle
1. 1099 — 1103 : Étienne de Garlande élu, puis destitué
2. 1103 — 1104 : Galon, ensuite évêque de Paris
3. 1104 — 11 décembre 1114 : Godefroy de Pisseleu
4. 26 décembre 1114 — novembre 1133 : Pierre de Dammartin
5. 1133 — 1144 : Odon II, dit « l'Illustre », religieux de Saint-Germer, ami de Suger
6. 1144 — 1148 : Odon III (évêque de Beauvais)
7. 1149 — 18 février 1162 : Henri de France (1121-1175), quatrième fils de Louis VI le Gros, transféré en 1162 à l'archevêché de Reims
8. 1162 — juin 1175 : Barthélemy de Montcornet
9. 1175 — 12 novembre 1217 : Philippe de Dreux, neveu d'Henri de France et de Louis VII, prélat guerrier, aventureux, comte féodal, il participera aux croisades

### XIIIesiècle

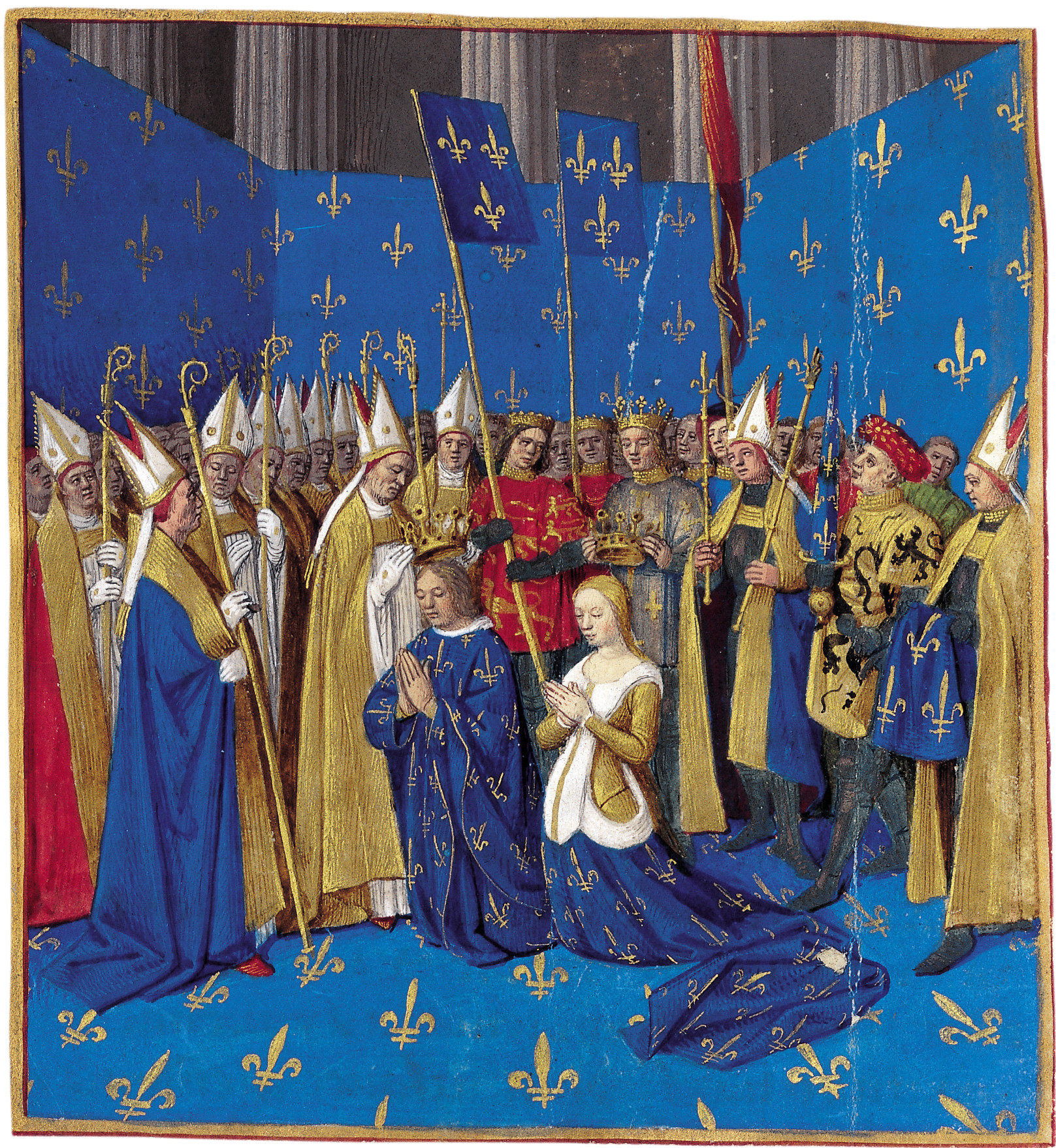
Milon de Nanteuil tient la dalmatique, à droite, lors du sacre du roi en 1226.

1. 19 décembre 1217 — septembre 1234 : Milon de Nanteuil, participe avec Louis VIII à la croisade contre les Albigeois
2. 25 décembre 1234 — août 1236 : Godefroi II de Clermont
3. août 1237 — octobre 1248 : Robert de Cressonsacq (mort en 1248 sur l’île de Chypre, pendant la septième croisade)
4. 1249 — février 1267 : Guillaume I de Gres
5. 31 mars 1267 — septembre 1283 : Renaud de Nanteuil
6. 1283 — 26 décembre 1300 : Thibaud de Nanteuil

### XIVesiècle
1. 1301 — février 1313 : Simon de Clermont-Nesle, transféré de Noyon à Beauvais en 1301
2. 1313 — 1347 : Jean I de Marigny, frère du célèbre Enguerrand, partit en 1347 pour l’archevêché de Rouen.
3. 21 juin 1347 — 19 mai 1356 : Guillaume II Bertrand, transféré de Bayeux à Beauvais

## Bas Moyen Âge

### Seconde moitié duXIVesiècle
1. 1356 — 1360 : Philippe II d’Alençon, partit en 1360 pour l’archevêché de Rouen, fils de Charles II d'Alençon
2. 1360 — 1368 : Jean II de Dormans, transféré de l’évêché de Lisieux à celui de Beauvais, chancelier de France depuis 1357, créé cardinal le 29 septembre 1368, démission peu de temps après (mort en 1373)
3. 1368 — 24 janvier 1375 : Jean III d’Anguerant, transféré de Chartres à Beauvais.
4. février 1375 — août 1387 : Milon II de Dormans, neveu de Jean de Dormans, premier président de la chambre des comptes, évêque d’Angers, il fut transféré au siège de Beauvais le 14 avril 1375
5. 1387 — 17 avril 1388 : Guillaume III de Vienne, transféré d’Autun à Beauvais, qu’il quitte en 1388 pour l’archevêché de Rouen
6. 1388 — 22 mars 1395 : Thomas d’Estouteville
7. 1395 — avril 1397 : Louis I d’Orléans, transféré de Poitiers à Beauvais (mort 1397 à Jérusalem)

### XVesiècle
1. février 1398 — 16 septembre 1412 : Pierre de Savoisy, transféré du Mans à Beauvais
2. 1413 — 28 février 1420 : Bernard de Chevenon, transféré d’Amiens à Beauvais
3. 1420 — juin 1420 : Eustache de Lattre, évêque élu mort avant d'avoir pu prendre possession du Siège.
4. septembre 1420 — 1432 : Pierre Cauchon, qui fit condamner Jeanne d'Arc lors d'un procès en hérésie.
5. juin 1432 — mai 1444 : Jean II Jouvenel des Ursins, transféré en 1444 à Laon
6. 19 mai 1444 — 3 avril 1462 : Guillaume IV de Hellande
7. juin 1462 — 15 mars 1488 : Jean V de Bar[3], fils de Jean IV de Bar, seigneur de Baugy, chambellan du roi Charles VII.

## Époque moderne

### XVIesiècle
1. 24 juin 1497 — 14 août 1521 : Louis de Villiers de L’Isle-Adam, dernier prélat élu (par la suite, les prélats sont désignés par le roi)
2. mai 1523 — février 1530 : Antoine Lascaris de Tende, transféré de Riez, partit pour Limoges le 21 février 1530.
3. 24 mars 1530 — 26 septembre 1535 : Charles I de Villiers de L 'Isle-Adam, transféré de Limoges.
4. novembre 1535 — septembre 1569 : Cardinal Odet de Coligny (1517-1571), fils du maréchal de France et frère de l’amiral Gaspard de Coligny, fut le seul prélat à être passé au calvinisme
5. septembre 1569 — septembre 1575 : Cardinal Charles II de Bourbon, alors archevêque de Rouen, reçut l’évêché de Beauvais du roi Charles IX
6. septembre 1575 — 3 mars 1593 : Nicolas I Fumée, abbé de la Couture du Mans, aumônier du roi

### XVIIesiècle
1. octobre 1596 — 4 octobre 1616 : René Potier
2. 1617 — 11 mai 1650 : Augustin Potier
3. 8 janvier 1651 — 21 juillet 1679 : Nicolas II Choart de Buzenval
4. 22 décembre 1679 — mars 1713 : Cardinal Toussaint de Forbin-Janson

### XVIIIesiècle
1. 3 avril 1713 — 1728 : François-Honoré-Antoine de Beauvilliers de Saint-Aignan, abbé de Saint-Germer
2. octobre 1728 — mars 1772 : Cardinal Étienne-René Potier de Gesvres
3. 22 mars 1772 — 2 septembre 1792 : Bienheureux François-Joseph de La Rochefoucauld

## Révolution française
1. 1792 — 1801 : Jean-Baptiste Massieu, évêque constitutionnel

## Évêques concordataires
1. 1823 — 1825 : Claude-Louis de Lesquen, puis évêque de Rennes
2. 1825 — 1833 : François-Jean-Hyacinthe Feutrier
3. 1833 — 1838 : Louis-Simon Lemercier
4. 1838 — 1842 : Pierre-Marie Cottret
5. 1842 — 1878 : Joseph-Armand Gignoux
6. 1878 — 1880 : François-Edouard Hasley
7. 1880 — 1884 : Désiré-Joseph Dennel, nommé évêque d’Arras le 1er juillet 1884
8. 1884 — 1892 : Joseph-Maxence Péronne (mort le 20 février 1892)
9. 1892 — 1899 : Frédéric Fuzet, nommé archevêque de Rouen le 7 décembre 1899
10. 1899 — 1915 : Marie-Jean-Célestin Douais (mort le 28 février 1915)

## XXesiècle
1. 1915 — 1937 : Eugène-Stanislas Le Senne[4] (mort le 14 mars 1937)
2. 1937 — 1955 : Félix Roeder, se retire le 21 février 1955
3. 1955 — 1965 : Pierre-Marie Lacointe (mort le 23 avril 1965)
4. 1965 — 1978 : Stéphane Desmazières, se retire le 20 septembre 1978
5. 1978 — 1984 : Jacques Jullien, nommé le 21 mai 1984 archevêque-coadjuteur de Rennes
6. 1985 — 1995 : Adolphe-Marie Hardy, se retire le 13 mai 1995
7. 1995 — 2003 : Guy Thomazeau, nommé évêque de Montpellier le 28 août 2002

## XXIesiècle
1. 9 janvier 2003 — 8 juillet 2009 : Jean-Paul James, nommé évêque de Nantes
2. depuis le 18 mars 2010 : Jacques Benoit-Gonnin